# Škocjan, Škocjan
Škocjan je naselje v Občini Škocjan
Območje današnjega Škocjana je bilo poseljeno že v prazgodovini kar nakazujejo arheološke najdbe. 
Vendar je bil v zgodovini  pomembnejši bližji trg freisinških škofov Gutenwetrh. Kjer je bil sedež župnije. Po njegovem uničenju v turškem napadu leta 1473 je bil sedež župnije prenesen v današnji Škocjan natančneje leta 1492. 
Naselje Škocjan se omenja leta 1306. Naselje se imenuje po glavnem  zavetniku župnijske cerkve sv. Kancijanu. Sv. Kancijan je eden izmed najbolj čaščenih svetnikov v Oglejskem Patriarhatu, kar kaže na povezanost Škocjana z njim. Cerkve njemu v čast so postavljali nad tekočimi vodami, kar je v Škocjanu potok Radulja.
Današnja cerkev je baročna zgradba z mogočnim zvonikom,  graditelj cerkve je bil župnik Štefan Jeršetič. Zgodnji viri povedo da je na mestu današnje cerkve tu stala kapela Matere Božje, k njej naj bi hodili maševat z Otoka.
Cerkev skupaj z dvoločnim kamnitim mostom čez potok Raduljo tvori značilno veduto kraja. Dvoločni most je dobil svoje mesto v občinskem grbu leta 1994.
Leta 1819 se je v Škocjanu rodil Ignacij knoblehar, misijonar in raziskovalec Belega Nila. Po njem se danes imenuje glavni občinski praznik Knobleharjevo. Rojstna hiša Ignacija Knobleharja v Škocjanu ima na pročelju vzidano spominsko ploščo. Njegov kip krasi trg pred župniščem.  
Fran Metelko duhovnik, pisec in prevajalec se je rodil leta 1789 v Škocjanu, stavba nekdanje šole se imenuje Metelkov dom, njegovo ime nosi sedanja osnovna šola. 
Danes je kraj občinsko središče, v njem deluje občinska uprava, župnija, osnovna šola zdravstveni dom in različna društva.